# Jan Fitschen
Jan Fitschen (Nordhorn, 2 mei 1977) is een Duitse atleet, die gespecialiseerd is in de lange afstand. Hij werd Europees kampioen en meervoudig Duits kampioen.
Over 5000 m werd Fitschen in 2001, 2002, 2005 en 2006 Duits kampioen.
Ook werd hij Duits kampioen over 10.000 m in 2005, 2006 en 2007.
Zijn grootste succes is het winnen van de 10.000 m op de Europese kampioenschappen atletiek 2006 in Göteborg.

## Titels
- Europees kampioen 10.000 m - 2006
- Duits kampioen 3000 m (indoor) - 2002, 2003, 2004, 2005, 2006
- Duits kampioen 5000 m - 2001, 2002, 2005, 2006
- Duits kampioen 10.000 m - 2005, 2006, 2007
- Duits kampioen veldlopen (korte afstand) - 2000

## Persoonlijke records
Outdoor
| Onderdeel | Prestatie | Datum             | Plaats         |
| --------- | --------- | ----------------- | -------------- |
| 1000 m    | 2.23,47   | 1997              |                |
| 1500 m    | 3.41,39   |                   |                |
| 3000 m    | 7.46,22   | 30 mei 2003       | Dessau         |
| 5000 m    | 13.14,85  | 28 juli 2007      | Heusden-Zolder |
| 10.000 m  | 28.02,55  | 4 mei 2008        | Palo Alto      |
| marathon  | 2:13.10   | 30 september 2010 | Berlijn        |

Indoor
| Onderdeel | Prestatie | Datum            | Plaats     |
| --------- | --------- | ---------------- | ---------- |
| 1500 m    | 3.42,82   | 21 februari 1999 | Karlsruhe  |
| 2000 m    | 5.07,39   | 27 februari 2004 | Chemnitz   |
| 3000 m    | 7.47,21   | 17 februari 2006 | Düsseldorf |

## Palmares

### 3000 m
- 2002:  Europa Cup - 7.54,92
- 2003:  Europese indoor beker - 8.00,59
- 2004: 4e Europese indoor beker - 7.52,21
- 2006:  Europese indoor beker - 7.58,08
- 2006: 4e Europa Cup Super League - 8.30,12

### 5000 m
- 2001: 11e Universiade - 14.05,40
- 2005:  Europa Cup - 13.33,46
- 2005: 8e Universiade - 13.59,87
- 2006: 4e Wereldbeker - 13.45,38

### 10.000 m
- 2003:  Universiade - 29.39,47
- 2006:  EK - 28.10,94
- 2010: 6e Europacup - 28.32,20
- 2010: 12e EK - 29.16,59

### marathon
- 2011: 8e marathon van Düsseldorf - 2:20.15
- 2011: 32e marathon van Frankfurt - 2:15.40
- 2012: 14e marathon van Berlijn - 2:13.10